# اویوگنکس
اویوگنکس (به انگلیسی: Aviogenex) یک شرکت هواپیمایی بود که در تاریخ ۱ مه ۱۹۶۸ میلادی تأسیس شد. دفتر مرکزی اویوگنکس در بلگراد، صربستان قرار داشت.